# Прирітник рубіновобровий
Прирітник рубіновобровий (Platysteira cyanea) — вид горобцеподібних птахів прирітникових (Platysteiridae).

## Поширення
Вид поширений у тропічній Африці від Сенегалу до Ефіопії. Трапляється у вторинних лісах та інших лісистих районах, включаючи сади.

## Опис
Птах завдовжки 13 см. Спина, крила, голова та груди чорні. Над очима є специфічний м'ясистий червоний наріст. Черево біле. У самців горло біле, у самиць — коричневе або чорне. Дзьоб чорний, ноги сірого кольору.